# Manifold (revista)
Manifold (Variedad) fue una revista matemática publicada en la Universidad de Warwick. Su filosofía fue "es posible ser serios sobre las matemáticas, sin ser solemnes". Su editor más conocido fue el matemático Ian Stewart, quien editó la revista en los años 1960.
En 1969 una edición de la revista mencionó un juego llamó "Finchley Central", que se volvió la base para el juego Mornington Crescent, popularizado por la BBC Radio 4 como el juego de tablero llamado I'm Sorry I Haven't a Clue (Lo siento, no tengo ni idea).
En 1983 la revista reinició sus actividades con el nombre 2-Manifold.